# Gastrotheca litonedis
Espèce
Statut de conservation UICN

 EN B1ab(iii,v) : En danger
Gastrotheca litonedis est une espèce d'amphibiens de la famille des Hemiphractidae.

## Répartition
Cette espèce est endémique de la province d'Azuay en Équateur. Elle se rencontre entre 3 000 et 3 600 m d'altitude entre la cordillère Occidentale et la cordillère Orientale.

## Description
Les mâles mesurent de 42,3 à 52,5 mm et les femelles de 48,2 à 62,4 mm.

## Publication originale
- Duellman & Hillis, 1987 : Marsupial frogs (Anura: Hylidae: Gastrotheca) of the Ecuadorian Andes: resolution of taxonomic problems and phylogenetic relationships. Herpetologica, vol. 43, no 2, p. 141-173.